# Aage Moltke (officer)
 Der er flere personer med dette navn, se Aage Moltke.
Aage greve Moltke (30. december 1868 i Sæby – 9. august 1942 i Tønder) var en dansk officer, bror til Otto og Viggo Moltke.
Moltke var søn af kammerherre, grev Ernst Moltke til Nørager og hustru Bertha f. komtesse Moltke, blev student 1886 fra Birkerød, tog filosofikum 1887 og blev exam.jur. 1892. Han blev sekondløjtnant 1894, premierløjtnant af rytteriet 1896, kom 1897 til Den Kongelige Livgarde, 1900 forsat til 2. Regiment, blev 1907 chef for det vestindiske gendarmerikorps, 1910 kaptajn og kompagnichef ved 26. bataljon, ved 28. bataljon 1912, chef for Fodfolkets Kornetskole på Kronborg 1914, oberstløjtnant og chef for grænsegendarmeriet 1919. 1931 blev han oberst og fik afsked 1934.
Moltke blev Ridder af Dannebrogordenen 26. oktober 1909, Dannebrogsmand 26. november 1919 og Kommandør af 2. grad 16. januar 1933. Han var Ridder af Sankt Olavs Orden og Officer af Victoriaordenen.
Han blev gift 1. gang 28. oktober 1903 i Kronborg Slotskirke med Astrid Sophie f. Rosenstand (19. november 1870 i Christiansted – 13. februar 1931 i Gråsten), datter af overdommer Philip Rosenstand og hustru f. Raphael. 2. gang ægtede han 31. marts 1936 i Søllerød Kirke Helene Petersen (11. februar 1906 i Tønder – ?), datter af bagermester Thorvald Petersen og Christiane Nielsen.
Aage Moltke er begravet ved Adsbøl Kirke.